# 2566 Kirghizia
2566 Kirghizia eller 1979 FR2 är en asteroid i huvudbältet som upptäcktes den 29 mars 1979 av den rysk-sovjetiske astronomen Nikolaj Tjernych vid Krims astrofysiska observatorium på Krim. Den har fått sitt namn efter landet Kirgizistan. När asteroiden namngavs var landet en del av Sovjetunionen.
Asteroiden har en diameter på ungefär 7 kilometer.